# ADX Florence

Cellens utformning

ADX Florence, egentligen United States Penitentiary, Florence Administrative Maximum Facility, även kallat Admax, är ett amerikanskt federalt isoleringsfängelse för manliga intagna och är belägen i Fremont County, Colorado. 
Admax ingår i fängelsekomplexet Federal Correctional Complex, Florence (FCC Florence) och sköts av den federala fängelsemyndigheten Federal Bureau of Prisons, som är en del av USA:s justitiedepartement. Fängelset är till för att förvara och totalisolera USA:s farligaste brottslingar, spioner, inhemska- och utländska terrorister, ledare inom olika grupperingar för organiserad brottslighet och -religionsextremister och andra som bedöms vara för farliga för sin fängelseomgivning eller är flyktbenägna.

## Bakgrund
Idén med ett fängelse där man kan totalisolera intagna kom till på allvar den 22 oktober 1983 efter att två kriminalvårdare mördades samma dag på dåtidens högriskfängelse United States Penitentiary, Marion i Williamson County, Illinois. Morden begicks av Thomas Silverstein, som beskrivs som den farligaste intagna i hela USA:s fängelsesystem och var då högt uppsatt ledare inom Aryan Brotherhood, respektive Clayton Fountain, en underhuggare i organisationen. Den 14 september 1989 beslutade USA:s senat att $115,5 miljoner skulle användas för att finansiera bygget av fängelsekomplexet varav $60 miljoner var öronmärkta till Admax. Den 31 oktober samma år gav Federal Bureau of Prisons sitt godkännande att den skulle placeras i Fremont County, Colorado. Bygget startades den 14 juli 1990 och öppnades den 30 november 1994.
De mest namnkunniga intagna är bland andra Umar Farouk Abdulmutallab, Osiel Cárdenas Guillén, Noshir Gowadia, Joaquín Guzmán, Robert Hanssen, Theodore Kaczynski, Zacarias Moussaoui, Dandeny Muñoz Mosquera, Terry Nichols, Harold Nicholson, Richard Reid, Eric Rudolph, Thomas Silverstein, Dzjochar Tsarnajev, Ramzi Yousef och Najibullah Zazi.
Admax är känt för sin extrema totalisolering, där den intagne sitter helt isolerad mellan 22 och 24 timmar om dygnet i en cell på 3,5 meter x 2 meter och har minimal människokontakt. Cellerna och större delen av inredningen är gjuten i betong och är utformade för att bara bestå av en säng, ett bord, en pall, en hylla och ett fönster som är 10 cm brett och där man bara kan se himlen. Där till kommer det också en kombinerad toalett med handfat, en lampa, en spegel och en tidsinställd dusch. De intagna kan få en radio och/eller en TV om de sköter sig. All mat äts i cellen och levereras av kriminalvårdare. De har rätt att tillbringa mellan fem och tio timmar per vecka utanför cellen beroende på hur de sköter sig, antingen vara i burar i en isolerad rastgård där de bara kan se himlen eller motionera i en slags torrlagd inomhusbassäng. Fängelset har blivit hårt kritiserad av människorättsorganisationer på grund av flera självmord och försök till självmord, hungerstrejker som ibland leder till tvångsmatningar och allvarlig psykisk ohälsa bland större delen av de intagna. Admax utsågs till USA:s värsta fängelse år 2013.